# Konstancja Burgundzka
Konstancja Burgundzka (ur. 1045, zm. styczeń 1093) – królowa Kastylii i Leónu. Córka Roberta I Burgundzkiego i jego żony Hélie de Semur.
W 1065 wyszła po raz pierwszy za mąż. Jej pierwszym mężem był hrabia Hugues de Chalon. Pod koniec 1079 lub 8 maja 1081 została trzecia żoną Alfonsa VI. Z Alfonsem miała córkę Urrakę. Konstancja została pochowana w klasztorze w Sahagún.